# Mészáros Zoltán (vegyészmérnök)
Mészáros Zoltán (Karancskeszi, 1930. február 4. – Budapest, 1986. július 7.) vegyészmérnök, gyógyszerkémikus, egyetemi tanár, állami díjas (1970), a kémiai tudományok doktora (1981).

## Életrajza
1952-ben szerezte vegyészmérnöki diplomáját a Budapesti Műszaki Egyetemen. 1952–1953 között az Alkaloida Vegyészeti Gyárban üzemvezető, később főmérnök volt. 1958-tól a Chinoin Gyógyszer- és Vegyészeti Gyárban dolgozott, ahol egészen haláláig végzett tudományos és irányítói tevékenységet. 1958–1960 között a gyár technológusa volt, 1960–1963 között üzemvezetője, 1963–1964 között a termelési főosztályvezetője, ezután 1964–1972 között főmérnökként dolgozott. 1972-től kutatási igazgatóhelyettes, 1978-tól kutatási igazgató volt. 1975-től egyetemi tanárként is dolgozott.  
Közreműködött a No-Spa és a Probon fájdalomcsillapító gyógyszerek kifejlesztésében. 90 szabadalmat és mintegy 110 közleményt jegyez, emellett 3 könyv társszerzője. 